# Jillian Vogtli
Jillian Rachelle Vogtli (ur. 26 maja 1973 w Buffalo) – amerykańska narciarka, specjalistka narciarstwa dowolnego. Najlepsze wyniki na mistrzostwach świata osiągała podczas mistrzostw w Ruka, gdzie była szósta w jeździe po muldach i mistrzostw w Madonna di Campiglio, gdzie była szósta w jeździe po muldach podwójnych. Jej najlepszym wynikiem olimpijskim jest 11. miejsce w jeździe po muldach na igrzyskach olimpijskich w Turynie. Najlepsze wyniki w Pucharze Świata osiągnęła w sezonie 2004/2005, kiedy to zajęła 13. miejsce w klasyfikacji generalnej, a w klasyfikacji jazdy po muldach była szósta.
W 2009 r. zakończyła karierę.

## Sukcesy

### Igrzyska olimpijskie
| Miejsce | Dzień     | Rok  | Miejscowość    | Konkurencja      | Zwycięzca     |
| ------- | --------- | ---- | -------------- | ---------------- | ------------- |
| 18.     | 9 lutego  | 2002 | Salt Lake City | Jazda po muldach | Kari Traa     |
| 11.     | 11 lutego | 2006 | Turyn          | Jazda po muldach | Jennifer Heil |

### Mistrzostwa Świata
| Miejsce | Dzień       | Rok  | Miejscowość          | Konkurencja      | Zwycięzca      |
| ------- | ----------- | ---- | -------------------- | ---------------- | -------------- |
| 13.     | 8 lutego    | 1997 | Iizuna               | Jazda po muldach | Candice Gilg   |
| 9.      | 19 stycznia | 2001 | Whistler             | Jazda po muldach | Kari Traa      |
| 8.      | 21 stycznia | 2001 | Whistler             | Muldy podwójne   | Kari Traa      |
| 9.      | 1 lutego    | 2003 | Deer Valley          | Muldy podwójne   | Kari Traa      |
| 6.      | 19 marca    | 2005 | Ruka                 | Jazda po muldach | Hannah Kearney |
| 9.      | 20 marca    | 2005 | Ruka                 | Muldy podwójne   | Jennifer Heil  |
| 6.      | 10 marca    | 2007 | Madonna di Campiglio | Muldy podwójne   | Jennifer Heil  |

### Puchar Świata

#### Miejsca w klasyfikacji generalnej
- 1996/1997 – 52.
- 1997/1998 – 50.
- 1999/2000 – 20.
- 2000/2001 – 26.
- 2001/2002 – -
- 2002/2003 – -
- 2003/2004 – 22.
- 2004/2005 – 13.
- 2005/2006 – 22.
- 2006/2007 – 24.
- 2007/2008 – 41.
- 2008/2009 – 124.

#### Miejsca na podium
1. Altenmarkt – 15 marca – 1998 (Muldy podwójne) – 3. miejsce
2. Lake Placid – 19 stycznia – 2002 (Jazda po muldach) – 3. miejsce
3. Inawashiro – 14 lutego – 2004 (Jazda po muldach) – 3. miejsce
4. Fernie – 24 stycznia – 2004 (Muldy podwójne) – 2. miejsce
5. Fernie – 22 stycznia – 2005 (Jazda po muldach) – 3. miejsce
6. Inawashiro – 5 lutego – 2005 (Jazda po muldach) – 1. miejsce
7. Naeba – 11 lutego – 2005 (Jazda po muldach) – 3. miejsce
8. Lake Placid – 22 stycznia – 2006 (Jazda po muldach) – 3. miejsce

- W sumie 1 zwycięstwo, 1 drugie i 6 trzecich miejsc.